# Ulises Alberto Giménez
Ulises Giménez (n. el 19 de abril de 1959 en La Plata, Argentina) abogado egresado de la Universidad Nacional de La Plata, se desempeña como Secretario Permanente del Jurado de Enjuiciamiento de Magistrados Y Funcionarios de la Provincia de Buenos Aires   desde el año 2007.